# Cleveland Bulldogs
Los Cleveland Bulldogs fueron un equipo que jugó en Cleveland, Ohio en la National Football League. Fueron llamados los Indians en 1923. El dueño del equipo, Sam Deutsch compró a los campeones defensores, los Canton Bulldogs. Sacó de funcionamiento al equipo de Canton y tomó tanto el nombre como a los jugadores para llevarlos a Cleveland en 1924 y ganó el campeonato de la NFL. En 1925, Deutsch, vendió la franquicia de Canton a dueños locales, y vendió su club en Cleveland a Herb Brandt. Los Cleveland Bulldogs tuvieron una campaña desastrosa, con marca de 5-8-1. Brandt recibió autorización de la liga para suspender operaciones por un año. Volvieron en 1927, apuntalados por jugadores del desaparecido equipo de los Kansas City Cowboys. Sin embargo, el éxito de los dueños no se daba en el campo de juego, y el equipo desapareció al final de esa temporada.

## Miembros delSalón de la Fama de la NFL
- Guy Chamberlin
- Benny Friedman
- William "Link" Lyman
- Steve Owen

## Temporada por temporada
|          | Año  | V                     | D                     | E                     | Posición Final        | Entrenador            |
| -------- | ---- | --------------------- | --------------------- | --------------------- | --------------------- | --------------------- |
| Indians  | 1923 | 3                     | 1                     | 1                     | 5º                    | Cap Edwards           |
| Bulldogs | 1924 | 7                     | 1                     | 1                     | 1º                    | Guy Chamberlin        |
| Bulldogs | 1925 | 5                     | 8                     | 1                     | 12º                   | Cap Edwards           |
| Bulldogs | 1926 | Suspendió operaciones | Suspendió operaciones | Suspendió operaciones | Suspendió operaciones | Suspendió operaciones |
| Bulldogs | 1927 | 8                     | 4                     | 1                     | 4º                    | LeRoy Andrews         |